# György Kozmann
György Kozmann (* 23. März 1978 in Szekszárd) ist ein ehemaliger ungarischer Kanute.

## Erfolge
György Kozmann nahm zweimal an Olympischen Spielen im Zweier-Canadier teil. Bei seinem Olympiadebüt 2004 in Athen trat er mit György Kolonics in den Konkurrenzen über 500 Meter und über 1000 Meter an. Auf der 500-Meter-Strecke belegten sie im Vorlauf den vierten Rang und zogen nach einem zweiten Platz im Halbfinale in den Endlauf ein. Diesen beendeten sie auf dem siebten Platz. Über 1000 Meter erreichten sie als Dritte ihres Vorlaufs direkt ebenfalls das Finale. Sie schlossen den Lauf in 3:43,106 Minuten auf dem dritten Platz und gewannen hinter den siegreichen Deutschen Christian Gille und Tomasz Wylenzek sowie Alexander Kostoglod und Alexander Kowaljow aus Russland die Bronzemedaille.
Bei den Olympischen Spielen 2008 in Peking ging Kozmann mit Tamás Kiss an den Start, allerdings nur noch über 1000 Meter. Nach Rang vier im Vorlauf gelang den beiden dank eines zweiten Ranges im Halbfinale die Finalqualifikation. Im Endlauf überquerten sie mit einem Rückstand von 3,9 Sekunden auf das siegreiche belarussische Brüderpaar Andrej und Aljaksandr Bahdanowitsch als Dritte die Ziellinie und gewannen somit die Bronzemedaille. Die Deutschen Christian Gille und Tomasz Wylenzek belegten den zweiten Platz, sie kamen 0,2 Sekunden nach den Ungarn ins Ziel.
Bei Weltmeisterschaften sicherte sich Kozmann insgesamt zehn Medaillen. Im Vierer-Canadier belegte er über 1000 Meter zunächst 1999 in Mailand den dritten Platz, ehe 2001 in Posen der Titelgewinn gelang. Über 500 Meter wurde er 2001 im Vierer zudem Zweiter. 2003 in Gainesville wurde Kozmann auf der 200-Meter-Strecke im Vierer-Canadier ein zweites Mal Weltmeister und gewann mit György Kolonics im Zweier-Canadier über 1000 Meter Bronze. Die beiden belegten 2005 in Zagreb über 500 Meter den zweiten und über 1000 Meter den dritten Platz. Ein Jahr darauf wurden sie in Szeged über 500 Meter Dritte und über 1000 Meter Weltmeister. 2007 gelang Kozmann und Kolonics in Duisburg auf der 500-Meter-Strecke ein weiterer Titelgewinn.
Weitere zehn Medaillengewinne gewann Kozmann bei Europameisterschaften. 2000 in Posen wurde er im Vierer-Canadier über 1000 Meter ebenso Europameister wie 2002 in Szeged über 500 und über 1000 Meter. Dazwischen belegte er 2001 in Mailand im Vierer-Canadier über 1000 Meter den zweiten und im Zweier-Canadier über 200 Meter mit Imre Feil den dritten Platz. Mit György Kolonics wurde Kozmann 2004 in Posen im Zweier-Canadier über 500 Meter ein weiteres Mal Europameister. Auf der 1000-Meter-Strecke gewannen die beiden 2005 in Posen und 2007 in Pontevedra jeweils die Silbermedaille, 2007 sicherten sie sich über 500 Meter außerdem Bronze. Bei den Europameisterschaften 2008 in Mailand gewannen sie abschließend auf der 500-Meter-Distanz eine weitere Silbermedaille.
Nach seinem zweiten olympischen Medaillengewinn 2008 wurde ihm das Ritterkreuz des Ungarischen Verdienstordens verliehen.